# 1978 UF6
1978 UF6 är en asteroid i huvudbältet som upptäcktes den 27 oktober 1978 av den amerikanska astronomen C. Michelle Olmstead vid Palomarobservatoriet.
Asteroiden har en diameter på ungefär 3 kilometer.